# Георги Скрижовски
Георги Иванов Радев, известен като Скрижовски или Скрижевски, е български революционер, деец на Вътрешната македоно-одринска революционна организация.

## Биография
Георги Скрижовски е роден през 1882 година в село Скрижово, Зъхненско в бедно протестантско семейство. Учи в родното си село. Завършва българското педагогическо училище в Сяр през 1896 година, като още като ученик влиза във ВМОРО, привлечен от един от учителите си - Димитър Гущанов. Известно време е учител в селата Горно Броди, Горни Порой и в родното си Скрижово, където е начело на революционния комитет. Създава и укрепва комитетите в съседните драмски български села. През 1902 година е принуден да мине в нелегалност, тъй като е открит от турски чиновник заедно с четата на Илия Кърчовалията в къщата на кмета на родното му село. Скрижовски успява да избяга, но кметът е арестуван и изпратен на заточение. Влиза първо в четата на Димитър Гущанов, а след това в тази на Илия Кърчовалията. В 1903 година е в четата на Гоце Делчев и участва в атентата на моста на река Ангиста.
Скрижовски участва в Илинденско-Преображенското въстание като секретар на четата на Яне Сандански. На Първия редовен конгрес на Серския революционен окръг в 1905 година е избран за разложки околийски войвода и формира своя чета. В 1906 година става член на Серския окръжен революционен комитет. Делегат е на Втория редовен конгрес на революционния окръг в 1906 година, както и на Третия редовен конгрес на следната 1907 година и е преизбран за член на окръжния комитет. Развива дейност по възстановяването на организацията в Разлога, масовизира комитетите и работи за повишаване на просветното равнище на населението.
При Младотурската революция от 1908 година участва в отряда на Сандански и в Похода към Цариград. Участва в учредяването на Народната федеративна партия (българска секция).
При избухването на Балканската война в 1912 година е доброволец в Македоно-одринското опълчение и служи в Нестроевата рота на 15 щипска дружина. С малка чета участва в освобождението на Драма. Взима участие и в Междусъюзническата война в 1913 година. През Първата световна война е войвода на чета, извършваща диверсии в тила на противника.
След войните се установява в Ксанти, а след като градът е откъснат от България в 1919 година – в Свиленград. Член на Временното представителство на бившата Вътрешна македонска революционна организация и подписва апела от 9 март 1919 г. до Парижката мирна конференция. В 1919 година става член на БКП. Поддържа връзки с Димо Хаджидимов.
На 11 януари 1925 година Георги Иванов Скрижовски е избран за общински съветник в Свиленград, утвърден е за такъв на 7 февруари от Хасковския окръжен съд, но не успява да присъства на нито едно заседание, тъй като на 28 февруари е застрелян от терориста на ВМРО Шарен Ампо. Първото заседание на новоизбрания общински съвет в Свиленград се провежда на 9 март 1925 година и започва със ставане на крака от всички общински съветници, в знак на почит към паметта на Георги Скрижовски.
Личното оръжие на Скрижовски се съхранява във фондовете на Регионалния исторически музей в Благоевград.
Синът му, Камен Скрижовски, в 1936 година завършва право в Софийския университет. След Деветосептемврийския преврат е съдия и народен предтсавител от благоевградски окръг.